# 小山恭辅
小山恭辅（日语：／ Oyama Kyosuke，1987年12月26日—），日本男子游泳运动员。他曾代表日本参加2008年、2012年和2016年夏季残疾人奥林匹克运动会游泳比赛，获得一枚银牌和一枚铜牌。